# Kerk van Augsbuurt
De kerk van Augsbuurt is een 18e-eeuws kerkgebouw in Augsbuurt in de provincie Friesland. De kerk is een rijksmonument en is sinds 10 november 1971 eigendom van de Stichting Alde Fryske Tsjerken. 

## Geschiedenis
De driezijdig gesloten zaalkerk uit 1782 werd gebouwd op de fundering van een middeleeuwse voorganger van baksteen. De geveltoren met ingesnoerde torenspits uit 1912 werd gebouwd naar plannen van aannemer Johannes Pijnacker, nadat de oorspronkelijke toren tijdens restauratiewerkzaamheden onder leiding van Pijnacker instortte doordat de fundamenten waren ondergraven. De oorspronkelijke luidklok werd gegoten in 1658 door Jurjen Balthasar. Deze klok barstte en werd in 1917 hergoten door van bergen. Deze klok werd in 1943 door de Duitse bezetter gevorderd en in 1950 vervangen. Boven de ingang bevindt zich een gevelsteen met het wapen van Kollumerland.
Het interieur wordt gedekt door een houten tongewelf. In de vloer ligt een zandstenen grafzerk uit de 12e eeuw. De preekstoel dateert van omstreeks 1668 en is de enige in Friesland met een vierkante kuip en klankbord. Op het voorpaneel worden Mozes en Aäron afgebeeld met de Tien Geboden boven de Ark des Verbonds. De kerk heeft rondboogvensters. Tot 1885 zou de kerk zes ramen van gebrandschilderd glas uit 1782 hebben gehad. Aan de oostzijde bevinden zich vensters die voorzien zijn van glas-appliquéramen van de kunstenaar Janhendrik Ramaker. Aan de westzijde bevindt zich een complete predikantenlijst. Het kerkorgel uit 1966 is gebouwd door Pels & Van Leeuwen en in 1999 in de kerk geplaatst.
Het gebouw werd in 1975 gerestaureerd en de kerktoren in 1983. De laatste kerkdienst was in 1977. De kerk werd tot 2010 gebruikt door de Streekmuziekschool De Wâldsang en de Brassband De Wâldsang Buitenpost. 

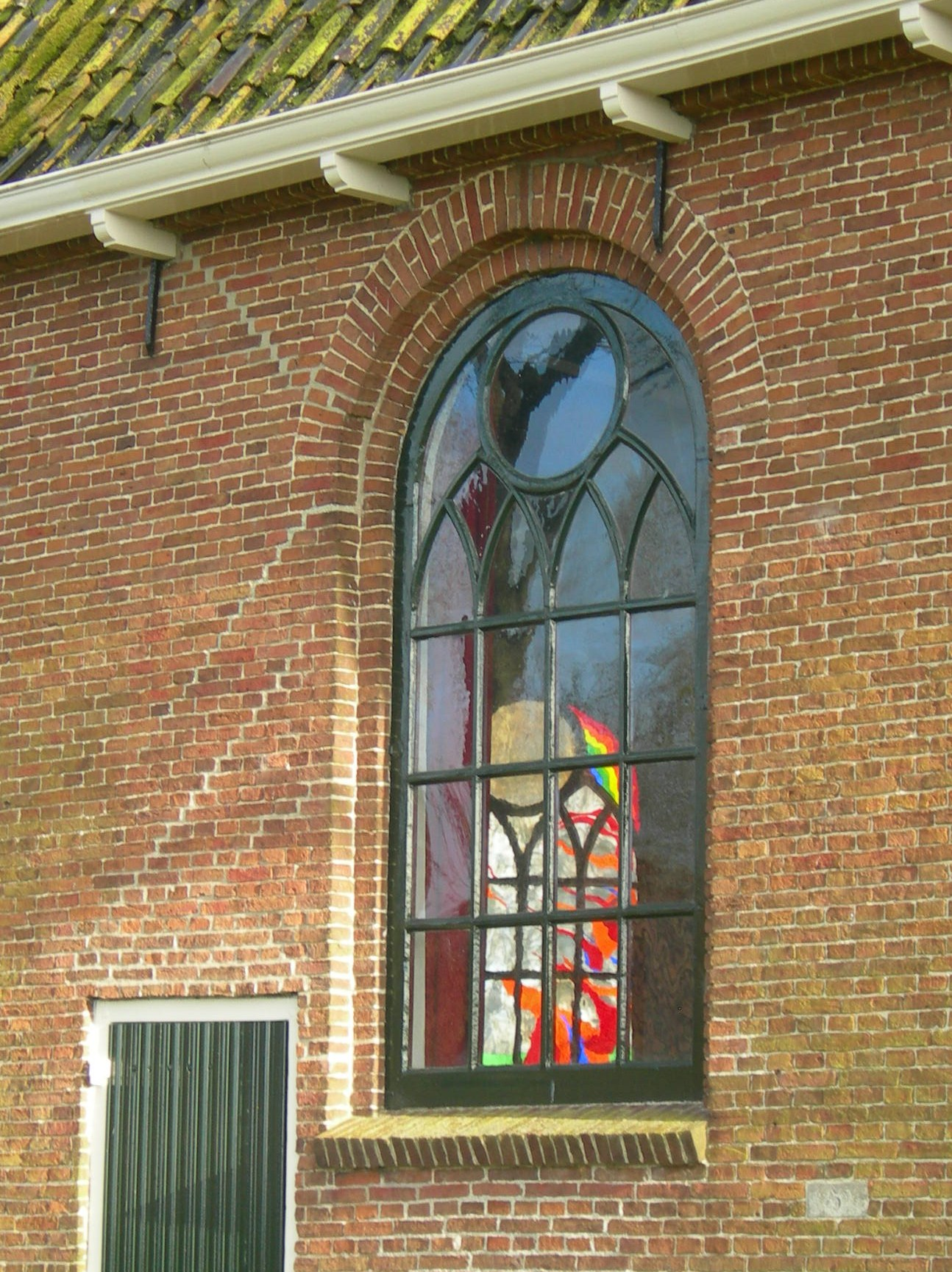
Rondboogvenster
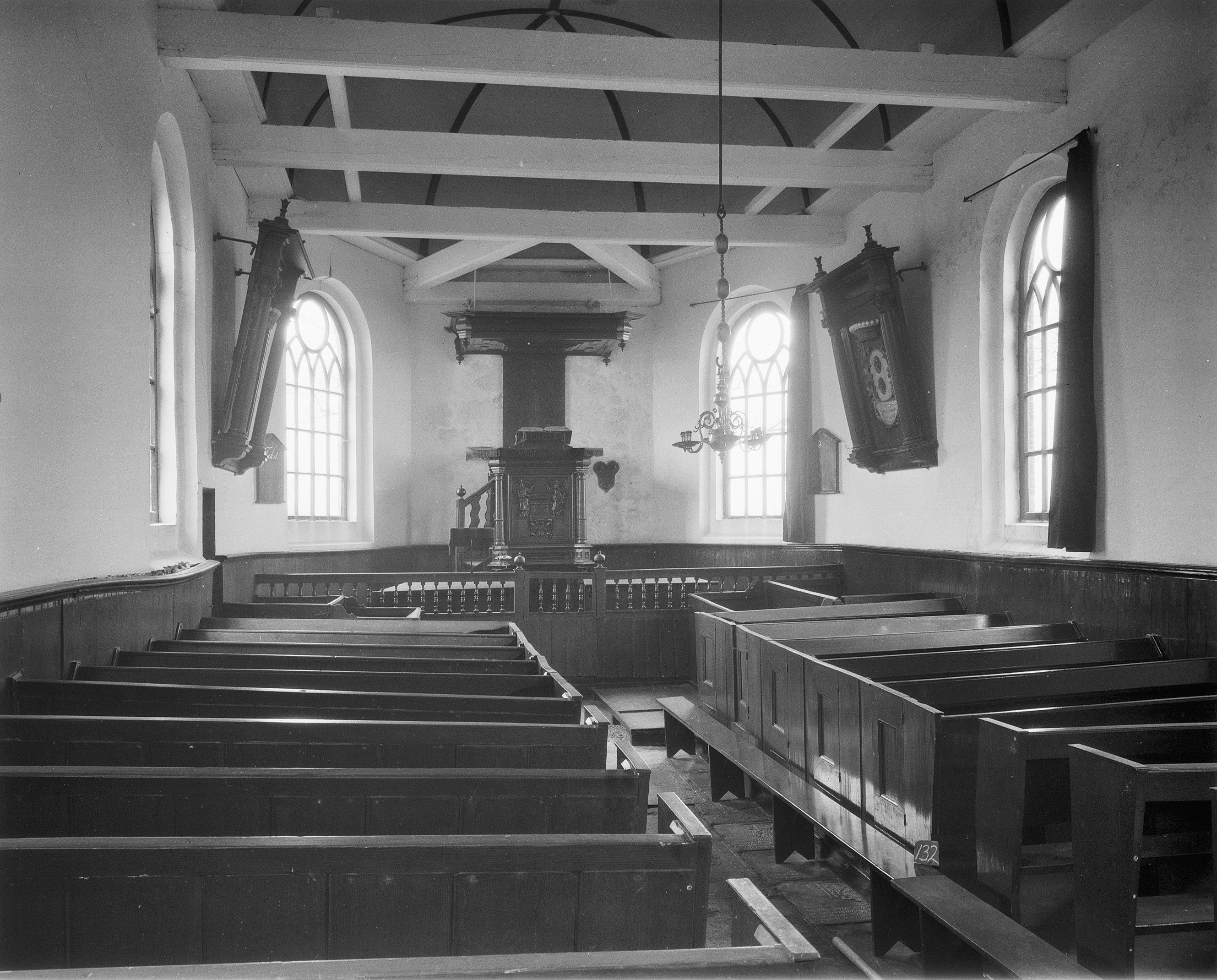
Interieur (1959)
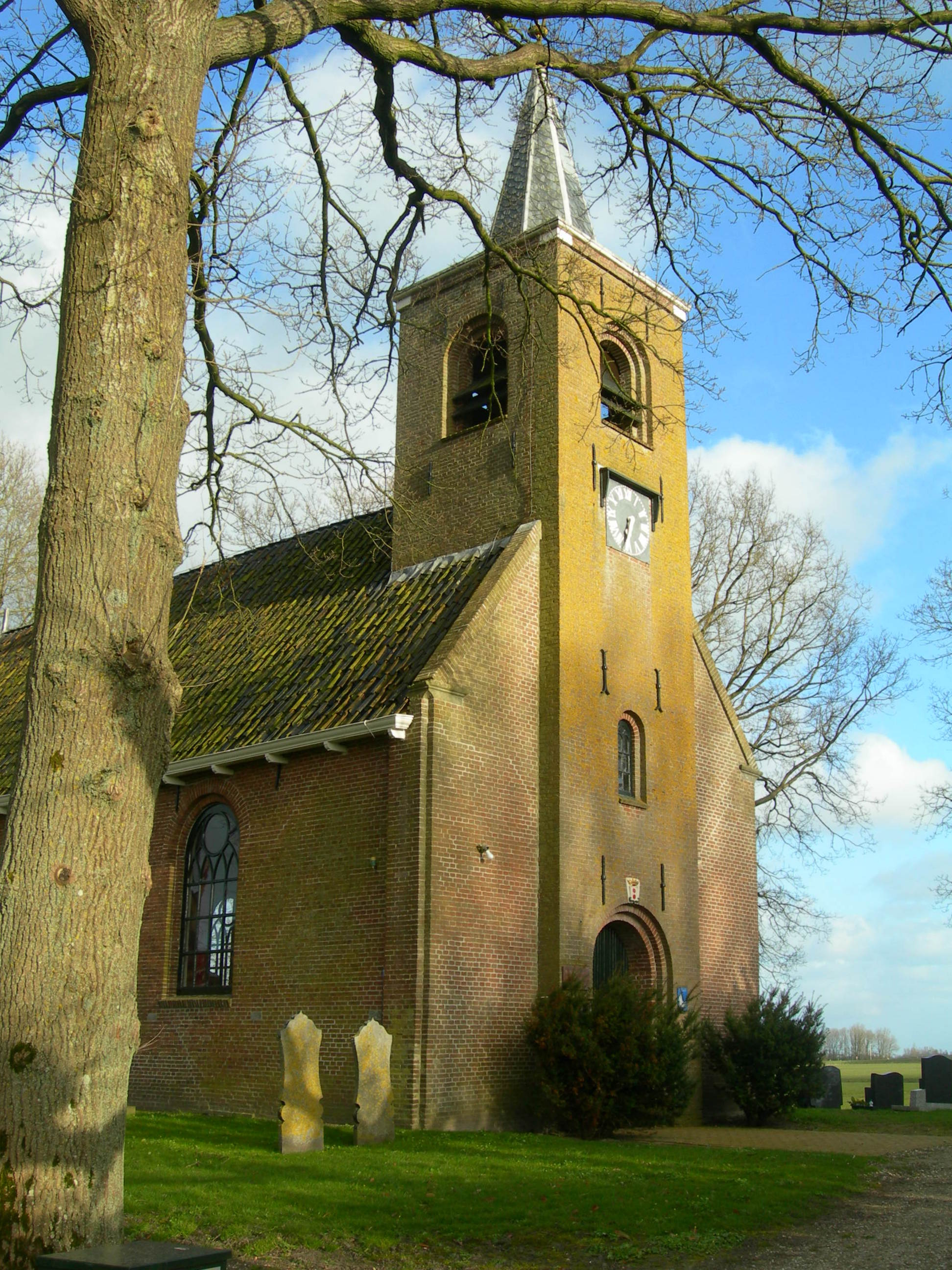
Voorgevel